# Panicum olyroides
Panicum olyroides är en gräsart som beskrevs av Carl Sigismund Kunth. Panicum olyroides ingår i släktet vipphirser, och familjen gräs. Inga underarter finns listade i Catalogue of Life.